# Thomas Dossevi
Thomas Dossevi, né le 6 mars 1979 à Chambray-lès-Tours, est un ancien footballeur franco-togolais. Il jouait au poste d'attaquant avec l'équipe du Togo.

## Biographie

### En club
Natif de Chambray-les-Tours, il part pour Valenciennes en 2001,où il jouera 42 matchs de ligue 2 avant de signer avec Reims entre 2003 et 2005. On le retrouve ensuite à Nantes entre 2005 et 2007, où il évolue en ligue 1.
En août 2010, il signe un contrat d'un an plus une seconde en option en faveur du club anglais de Swindon Town, qui évolue en troisième division anglaise. À 31 ans, il découvre donc un nouveau championnat de l'autre côté de la Manche.
Il signe ensuite en Thaïlande (Chonbury).

### En équipe nationale
Il dispute la Coupe d'Afrique des nations 2002 ainsi que la Coupe du monde 2006 avec le Togo, où il occupe le poste de milieu de terrain.
En janvier 2010, il est présent dans l'équipe qui devait participer à la CAN 2010, mais après l'attentat des indépendantistes de l'enclave angolaise de Cabinda en Angola (attaque qui a fait deux morts et plusieurs blessés), le Togo est contraint d'abandonner la compétition,.

### Reconversion
A 45 ans, il se forme au coaching et devient coach professionnel en 2025,.

### Famille
Son père, Pierre-Antoine Dossevi, ainsi que son oncle Othniel Dossevi, ont tous deux été joueurs de football professionnels. Par ailleurs son cousin Damiel Dossevi faisait partie des meilleurs perchistes français de sa génération. 
Son jeune frère Matthieu, né en février 1988, est lui aussi joueur professionnel. 
Il est marié et a deux filles.  

## Palmarès
- Champion de France de Ligue 2 en 2006 avec Valenciennes
- Élu joueur du mois de Ligue 2 en septembre 2007 avec le FC Nantes

## Statistiques
| Saison                | Club                  | Championnat           | Championnat | Championnat | Coupe nationale | Coupe nationale | Coupe de la Ligue | Coupe de la Ligue | Total | Total |
| Saison                | Club                  | Division              | M.          | B.          | M.              | B.              | M.                | B.                | M.    | B.    |
| 2000-2001             | ASOA Valence (prêt)   | National              | 28          | 7           | 3               | 0               | 3                 | 1                 | 34    | 8     |
| 2001-2002             | LB Châteauroux        | Division 2            | 6           | 0           | -               | -               | 1                 | 0                 | 7     | 0     |
| 2002-2003             | LB Châteauroux        | Ligue 2               | 22          | 3           | -               | -               | 1                 | 0                 | 23    | 3     |
| 2003-jan 2004         | LB Châteauroux        | Ligue 2               | 6           | 1           | -               | -               | -                 | -                 | 6     | 1     |
| jan 2004-2004         | Stade de Reims        | National              | 17          | 4           | 2               | 0               | -                 | -                 | 19    | 4     |
| 2004-2005             | Stade de Reims        | Ligue 2               | 35          | 8           | 2               | 0               | -                 | -                 | 37    | 8     |
| 2005-2006             | Valenciennes FC       | Ligue 2               | 31          | 6           | 1               | 1               | 1                 | 0                 | 33    | 7     |
| 2006-2007             | Valenciennes FC       | Ligue 1               | 20          | 2           | 2               | 0               | 1                 | 0                 | 23    | 2     |
| 2007-2008             | FC Nantes             | Ligue 2               | 24          | 9           | 1               | 2               | 2                 | 0                 | 27    | 11    |
| 2008-2009             | FC Nantes             | Ligue 1               | 10          | 0           | -               | -               | 1                 | 0                 | 11    | 0     |
| 2009-2010             | FC Nantes             | Ligue 2               | 7           | 0           | -               | -               | 1                 | 0                 | 8     | 0     |
| 2010-2011             | Swindon Town          | League One            | 27          | 3           | 4               | 0               | -                 | -                 | 31    | 3     |
| 2012                  | Chonburi FC           | TPL                   | -           | -           | -               | -               | -                 | -                 | 0     | 0     |
| Total sur la carrière | Total sur la carrière | Total sur la carrière | 233         | 43          | 15              | 3               | 11                | 0                 | 259   | 46    |